# Clássico da Saudade
Le Clássico da Saudade (traduction approximative : Derby de la Nostalgie) est le derby de football entre deux clubs de l'État de São Paulo, Palmeiras et Santos. Ce derby existe depuis 1916. Cette affiche oppose les deux clubs les plus titrés de l'histoire de la première division du Brésil, Palmeiras ayant remporté 10 titres de champion et Santos ayant été sacré 8 fois.
Le 30 janvier 2021, il s'affrontent en finale de Copa Libertadores au Maracana et c'est Palmeiras qui l'emporte en toute fin 1-0.

## Statistiques
| Compétition           | Victoires de Palmeiras | Nuls | Victoires de Santos |
| --------------------- | ---------------------- | ---- | ------------------- |
| Série A               | 25                     | 26   | 28                  |
| Ligue Paulista        | 91                     | 43   | 54                  |
| Copa do Brasil        | 1                      | 2    | 1                   |
| Torneio Rio-São Paulo | 8                      | 3    | dix                 |
| Total                 | 120                    | 73   | 92                  |

Au 14 juin 2019. N'inclut pas les matchs amicaux.
Source : archives officielles de Palmeiras 

### Général
- 346 rencontres
- 149 victoires - Palmeiras
- 106 victoires - Santos
- 91 nuls
- Buts de Palmeiras : 580
- Buts de Santos : 482
- Dernier match: Palmeiras 1–0 Santos (Campeonato Brasileiro, 18 septembre 2022)

Source : archives officielles de Palmeiras 

#### Campeonato Brasileiro
Y compris les matchs de Taça Brasil et Torneio Roberto Gomes Pedrosa
- 72 matches
- 25 victoires - Palmeiras
- 28 victoires - Santos
- 26 nuls
- Buts de Palmeiras : 89
- Buts de Santos : 98
- Dernier match: Palmeiras 1–0 Santos (Campeonato Brasileiro, 18 septembre 2022)

Source : Futpedia 

#### Copa do Brasil
- 4 matches
- 1 victoire - Palmeiras
- 1 victoire - Santos
- 2 nuls
- Buts de Palmeiras : 5
- Buts de Santos : 5
- Dernier match: Palmeiras 2-1 Santos (finale de la Copa do Brasil - match retour, 2 décembre 2015)

Source : Futpedia 

### Autre

#### Les plus larges victoires
- Palestra Italia 8–0 Santos (11 décembre 1932)
- Santos 7–0 Palestra Italia (3 octobre 1915)
- Palmeiras 7–1 Santos (30 avril 1965)
- Santos 0–6 Palmeiras (24 mars 1996)
- Palestra Italia 1–6 Santos (12 avril 1939)
- Santos 6–1 Palmeiras (23 novembre 1982)
- Palestra Italia 6–1 Santos (20 novembre 1921)
- Palmeiras 5–0 Santos (21 septembre 1997)
- Palmeiras 5–0 Santos (12 décembre 1965)
- Palestra Italia 5–0 Santos (8 juillet 1934)
- Santos 7–3 Palmeiras (3 octobre 1959)
- Santos 5–1 Palmeiras (3 septembre 2006)
- Palmeiras 5–1 Santos (17 novembre 1979)
- Palmeiras 5–1 Santos (29 novembre 1959)
- Palmeiras 5–1 Santos (22 janvier 1955)
- Palestra Italia 5–1 Santos (8 juillet 1917)
- Palmeiras 4–0 Santos (18 mai 2019)
- Santos 0–4 Palmeiras (23 mai 2004)
- Santos 4–0 Palmeiras (4 juin 1997)
- Palmeiras 0–4 Santos (20 avril 1974)
- Palmeiras 0–4 Santos (10 novembre 1964)
- Santos 4–0 Palmeiras (14 décembre 1952)
- Palestra Italia 4–0 Santos (18 avril 1937)

#### Match le plus prolifique
- Santos 7–6 Palmeiras (13 buts) 
(Torneio Rio-São Paulo, stade Pacaembu, 6 mars 1958)

Source : Futpedia 

## Palmarès
Au 30 janvier 2023
| Équipe    | Série A | Copa do Brasil | Copa dos Campeões | Paulista | Torneio Rio-São Paulo | Copa Libertadores | Copa CONMEBOL / Copa Mercosur / Copa Sudamericana | Recopa Sudamericana | Copa Rio | Coupe intercontinentale | Coupe du monde des clubs de la FIFA | Total |
| --------- | ------- | -------------- | ----------------- | -------- | --------------------- | ----------------- | ------------------------------------------------- | ------------------- | -------- | ----------------------- | ----------------------------------- | ----- |
| Palmeiras | 11      | 4              | 1                 | 24       | 5                     | 3                 | 1                                                 | 1                   | 1        | 0                       | 0                                   | 51    |
| Santos    | 8       | 1              | 0                 | 22       | 5                     | 3                 | 1                                                 | 1                   | 0        | 2                       | 0                                   | 43    |
| Combiné   | 19      | 5              | 1                 | 46       | 10                    | 6                 | 2                                                 | 2                   | 1        | 2                       | 0                                   | 88    |